# Asura lydia
Asura lydia är en fjärilsart som beskrevs av Donovan 1805. Asura lydia ingår i släktet Asura och familjen björnspinnare. Inga underarter finns listade i Catalogue of Life.

## Bildgalleri

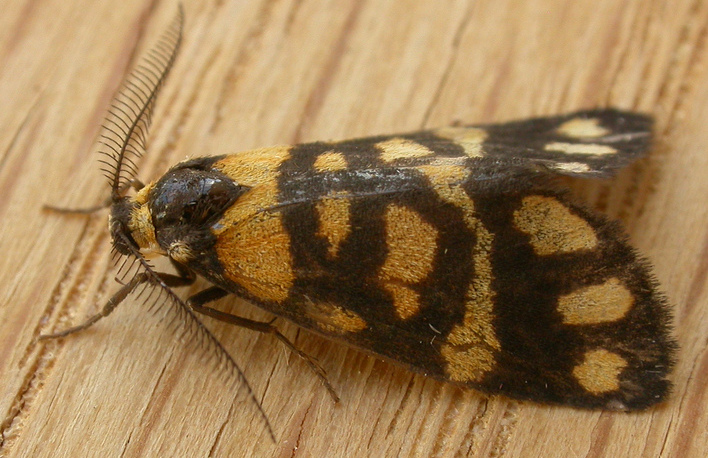